# Gastronomía de Gascuña

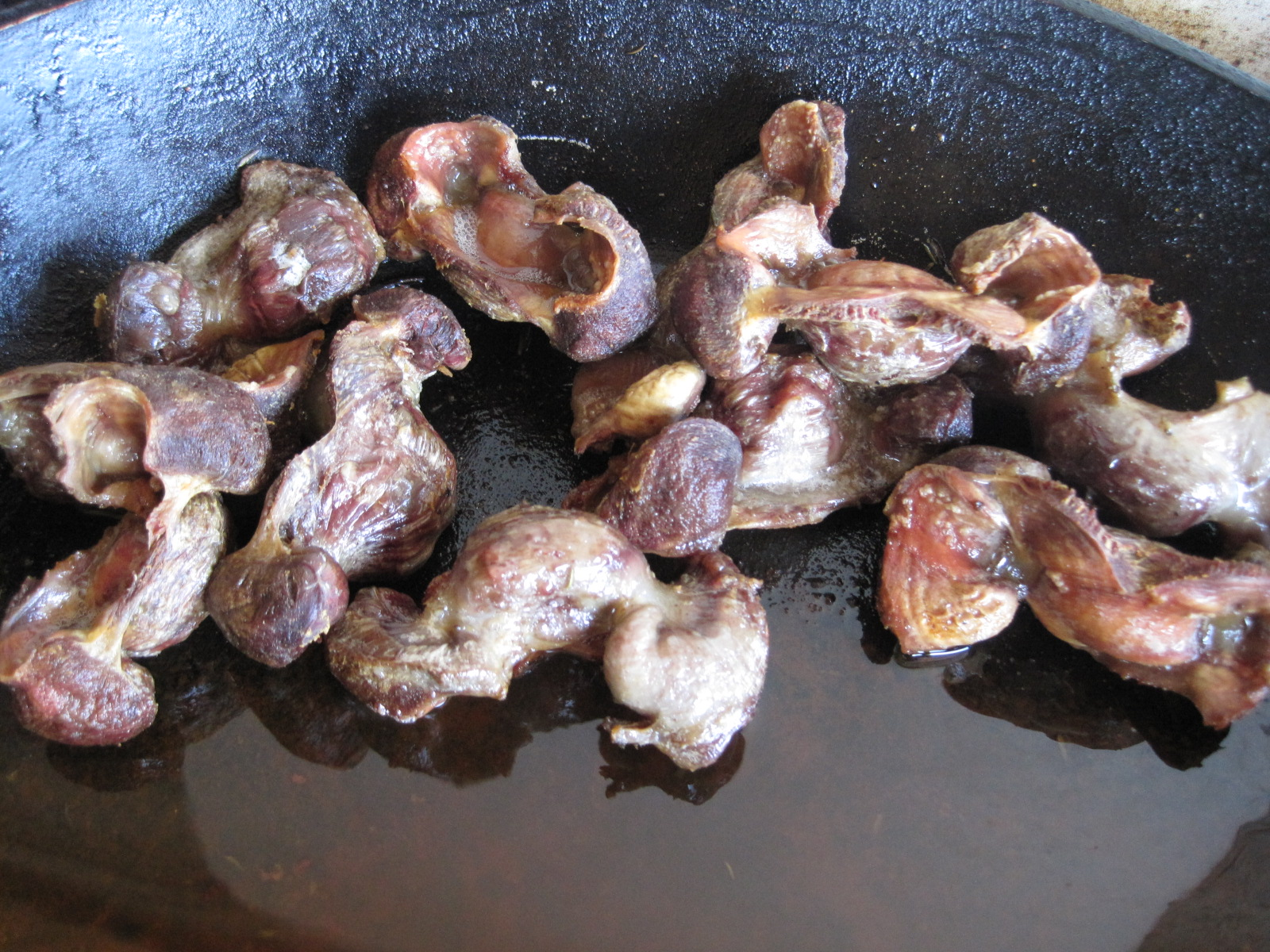
Mollejas de pato cocidas

La gastronomía o cocina gascona es la tradición culinaria propia de la Gascuña, fértil región en el suroeste de Francia (actuales regiones de Nueva Aquitania y Occitania). Esta gastronomía tiene ciertas características que la vuelven particular, como cocinar con grasa, y en particular con la grasa de anátidos (patos y gansos), mientras que la cocina provenzal favorece la fritura en aceite de oliva y la cocina normanda, platos cocinados a fuego lento con mantequilla. La longevidad de los gascones, especialmente de las clases humildes, ejemplifica la denominada «Paradoja francesa».
La cocina de Gascuña se caracteriza por el uso de productos regionales como la grasa de pato y el foie gras de pato, el jamón salado y el famoso chile suave de Gascuña. Los condimentos comunes son la mostaza Bezolles, el ajo, la persillada y la cebolla. El hongo cèpe se come con frecuencia, y la seta de los caballeros se comía tradicionalmente, aunque ahora se considera venenoso al vincularse varios casos de rabdomiólisis con su consumo. Las alondras y la paloma torcaz se comen comúnmente como aves de caza; el ave hortelana, que anteriormente se consumía comúnmente, ha sido una especie protegida desde 1999. Los mariscos costeros incluyen ostras, conchas de surcos picantes, angulas, lampreas y sábalos.
Entre los vinos de consumo habitual se encuentran los claretes (rosés) y los tintos tánicos, siendo los más importantes los vinos de Burdeos (cabernets y merlot), pero también los vinos de Madiran (tannat y cabernets), los más tánicos y que mejor se adaptan a la comida local. Los vinos de postre, ideales con brioche, castañas y foie gras, suelen ser los locales de Burdeos: Sauternes y Béarn (Jurançon AOC y Pacherenc). Côtes de Gascogne y Armagnac se utilizan en la cocina para condimentar tourtières.
Las reuniones familiares rurales suelen incluir castañas a la parrilla con una copa de vin bourru (dulce y en proceso de fermentación, que se vende sin corcho), así como roste, pan a la parrilla, untado con ajo o con tjonque (una salsa hecha a partir de desglasar los restos de jugos de pato frito).

## Platos típicos

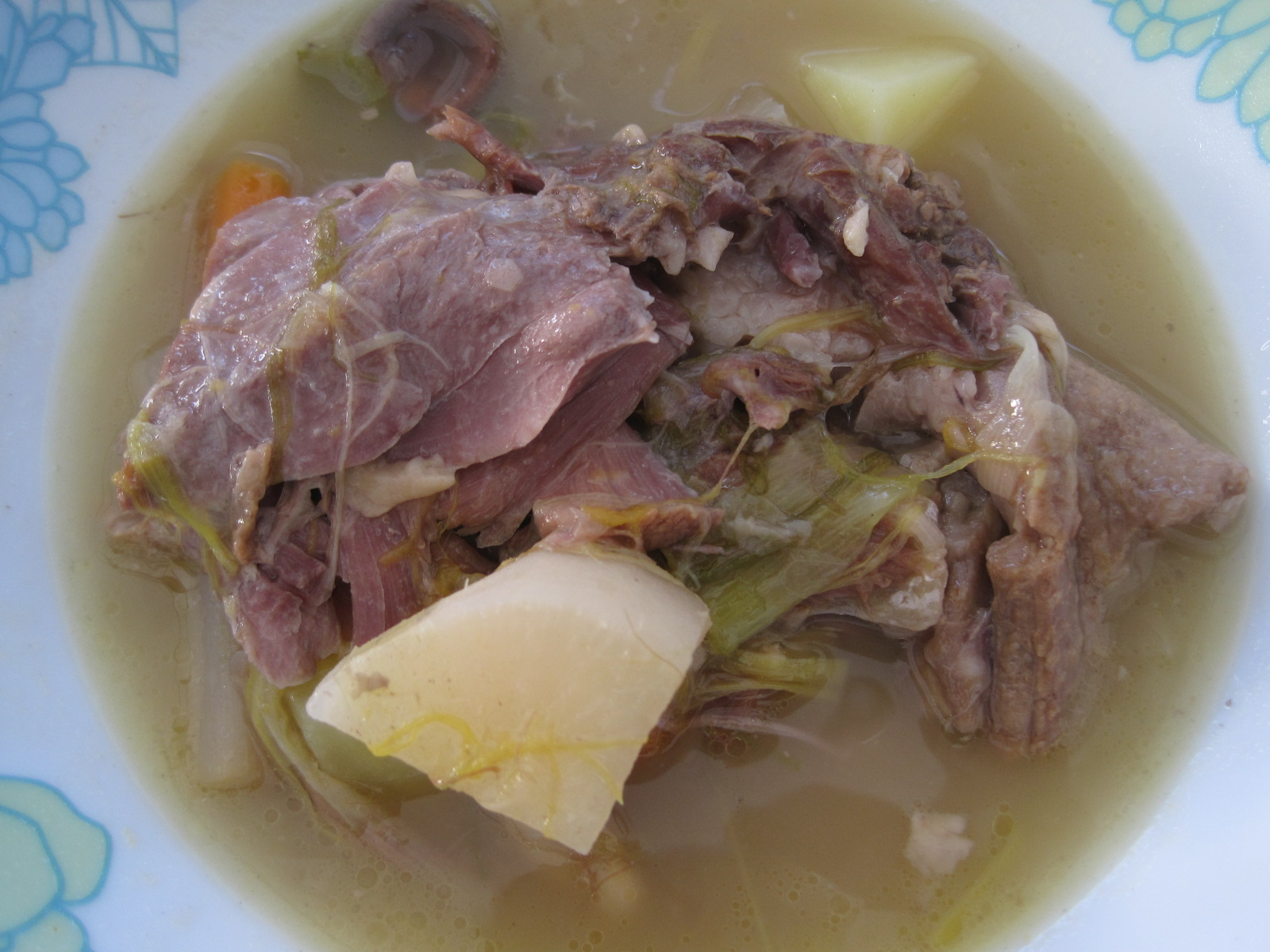
Garbure

### Sopas
- Garbure
- Tourin

### Entrantes

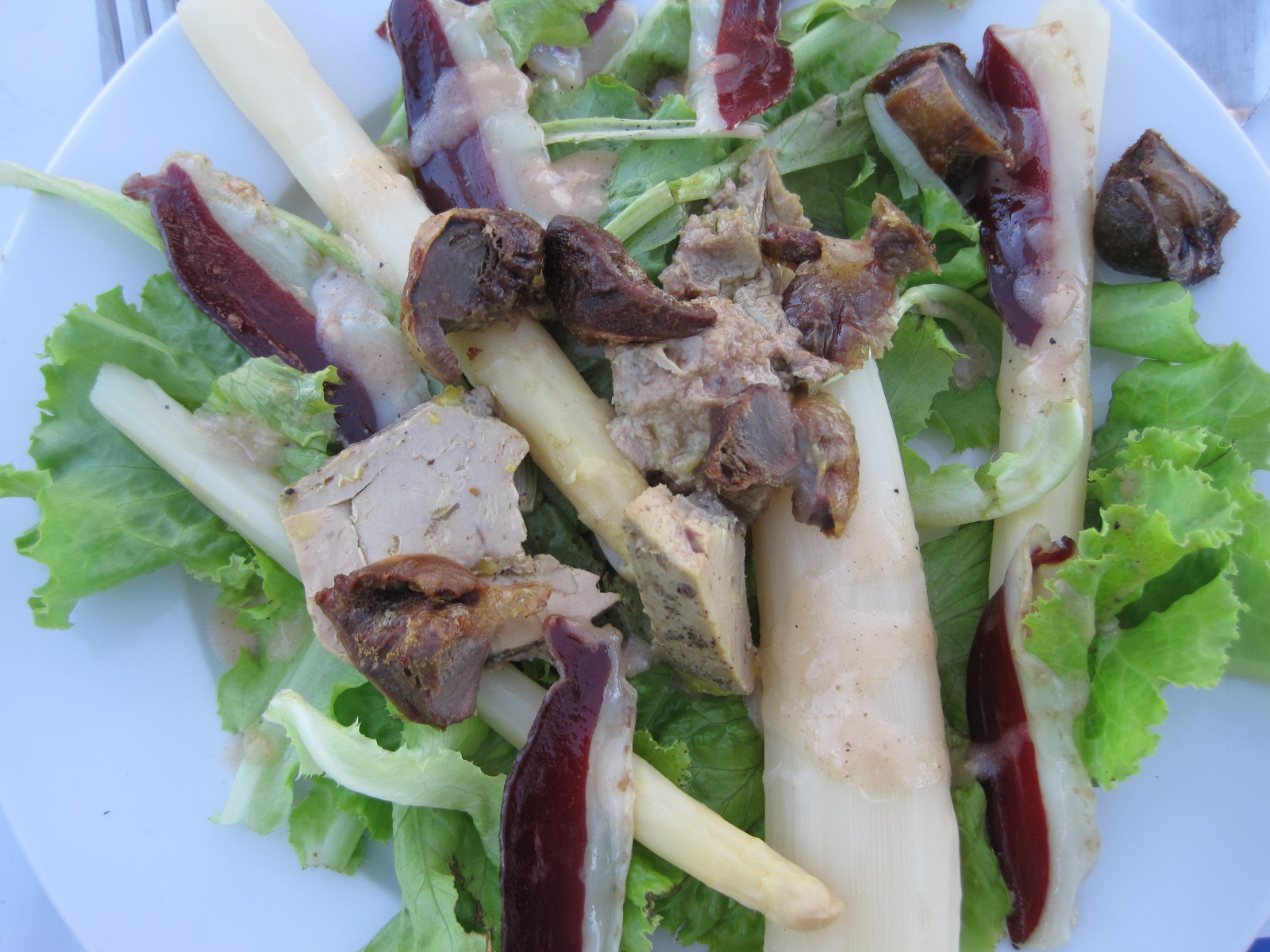
Salade landaise

- Amou, un queso de oveja elaborado en la región de Amou
- Foie gras, ya sea confitado o frito fresco en forma de chuletas
- Ensalada Landaise, que se caracteriza por el uso de pechuga de pato y mollejas
- Pechuga de pato ahumada
- Jamón de Bayona
- Crepinettes de Burdeos
- Anguilas bebé
- Sanquette, un plato frito a base de sangre de cordero, ajo, cebolla dulce, perejil y panceta

### Platos principales
- Carne de res chalosse
- Pato confitado
- Pechuga de pato
- Guiso de pichón
- Guiso de cerdo gascón

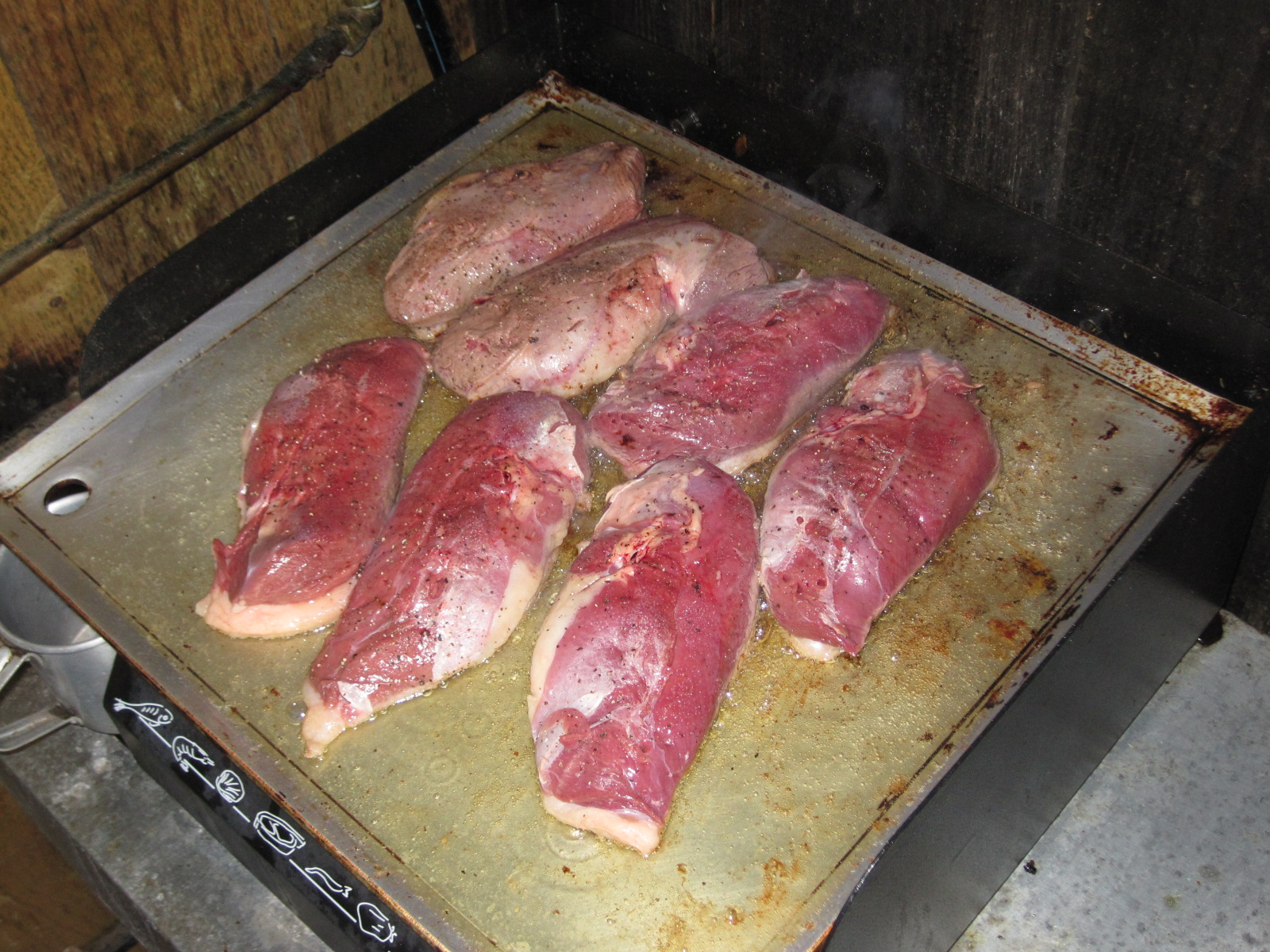
Magret de canard.

- Tortilla con guindillas gasconas dulces
- Tortilla con setas cep ( Boletus edulis )
- Lampreas "à la Bordelaise" (cocidas en una salsa oscura, a base de sangre de Lamprea)
- "Tricandilles" (callos de cerdo hervidos, asados a la parrilla)
- "Millas" una tarta hecha a base de harina de maíz con un acompañamiento salado

### Postres
- "Pastis landais", un pastel con sabor a azahar, vainilla y ron
- Canelés
- Tourtière, una tarta con manzanas o ciruelas pasas
- Croustade, decorado con hojaldre
- "Cruchades", tortas de maíz fritas
- "Millas" con acompañamientos dulces